# Эфталиты
Эфтали́ты (др.-греч. Ἐφθαλῖται), также абделы (бактр. ηβοδαλο) — ираноязычные племена раннего Средневековья (IV—VI века), создавшие обширное государство, в которое входили Согдиана и Бактрия (Средняя Азия), Афганистан и Гандхара (северная Индия). В 60-х годах VI века эфталиты были покорены тюрками Ашина. Иногда их называют белыми гуннами (на иранских языках как «Spet Xyon», а на санскрите — как «Sveta-huna»). Одним из правителей эфталитов был царь Гатифар, который сражался против тюрков. 

## Этноним

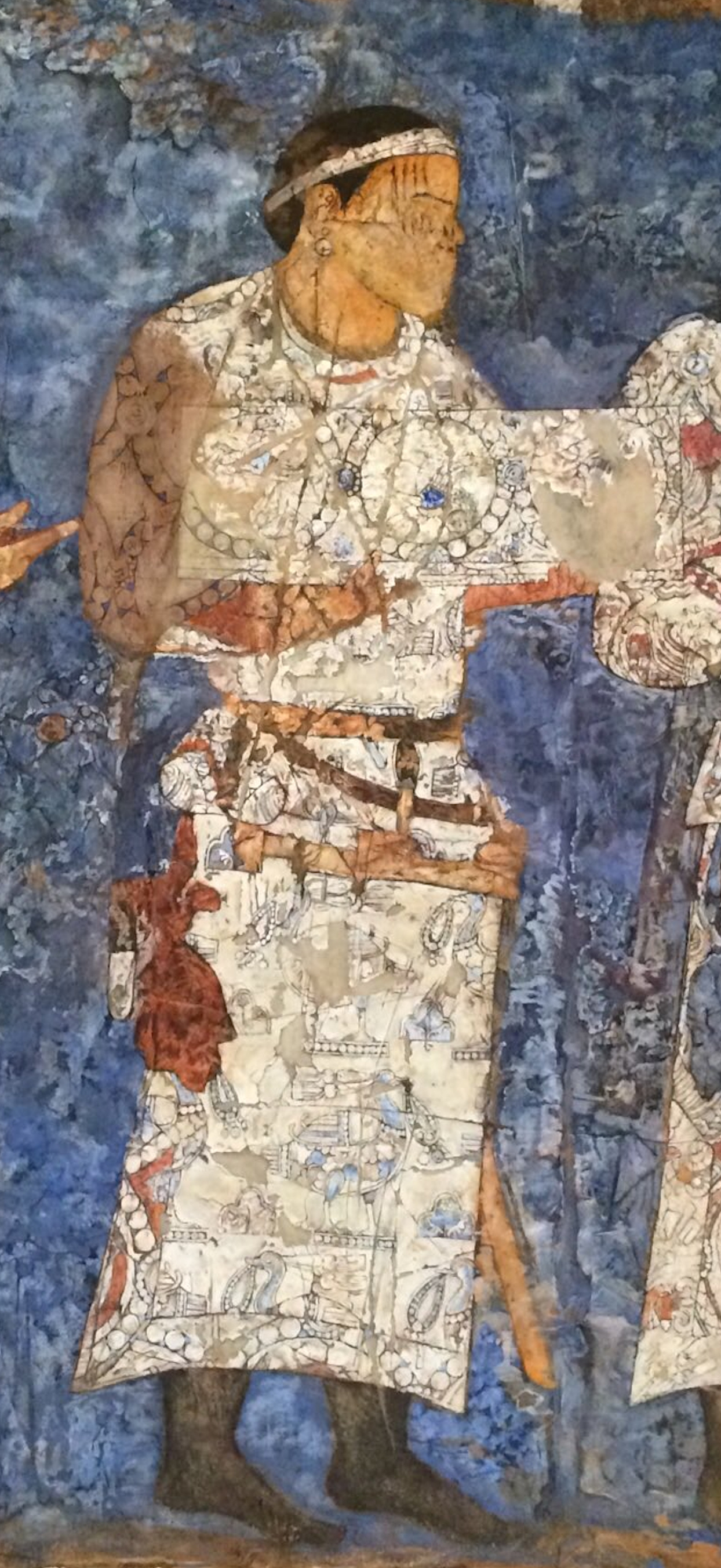
Посол из Чаганиана посещает царя Самарканда Вархумана в 648–651 годах н. э. Фрески Афрасиаба, Самарканд. Чаганиан был «буферным эфталитским княжеством» между Денау и Термезом

Самое название «эфталиты» (самоназвание — эбодало), появляется в источниках во второй половине V века в форме «хептал» (heptal) у армянского историка Лазаря Парбского; это наименование подсказывает возможность объяснения его, как имени одного из ведущих массагетских племен, состоявшего из семи родов («хафт, хапт» означает «семь» в иранских языках). Феофан Византийский (VI век) сообщает, что царь эфталитов (с правления которого начинается история эфталитов) носил имя Вахшунвара (Ахшунвара), звался Эфталаном, и что по этому названию племя его получило наименование «эфталитского». Китайская летопись «Тан-шу» (X век) подтверждает это сведение: «Е-да было родовым именем царя; впоследствии преемники его этим родовым именем стали называть государство».
Толстов С. П. предположил, что имя эфталитов представляет собой искажение тюркизированной формы имени массагетов («Gweta-ali» — где «gweta» — самоназвание массагетов, а «el» происходит от тюркского «народ», «племя», т. е — «народ Гвета»), то есть в их лице он видит оставшихся на своей древней приаральской родине потомков массагетов. Эфталиты, этнически родственные хионитам и являющиеся потомками древних массагетов, подвергшихся незначительному смешению с гуннами, что и отразилось в их общем наименовании «белые гунны».

## Происхождение

### Восточно-иранская версия

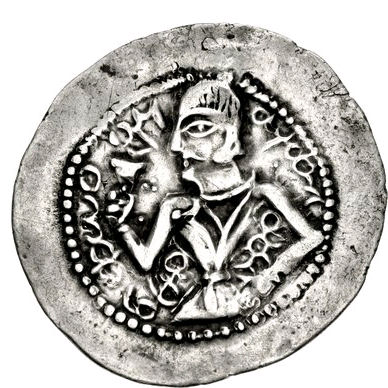
Эфталитский вождь (конец V века)

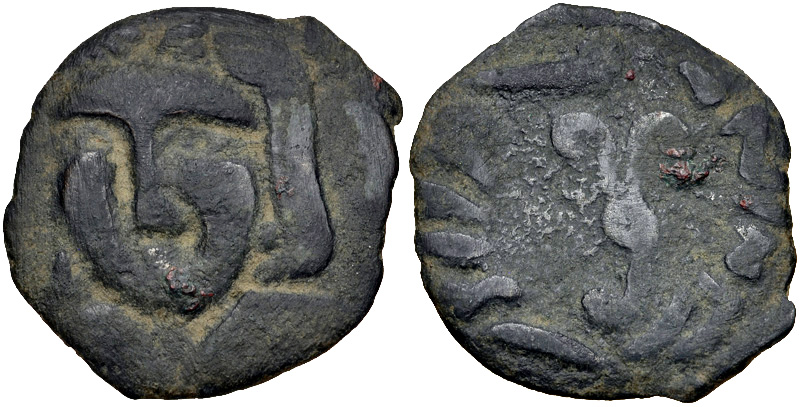
Местная чеканка Самарканда, Согдиана, с тамгой эфталитов на реверсе

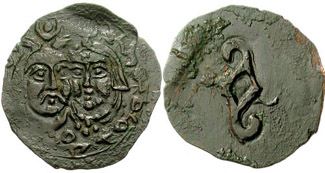
Эфталитская монета княжества Чаганиана (после падения империи эфталитов) с королём и королевой, по византийской моде, около 550–650 гг. н. э.

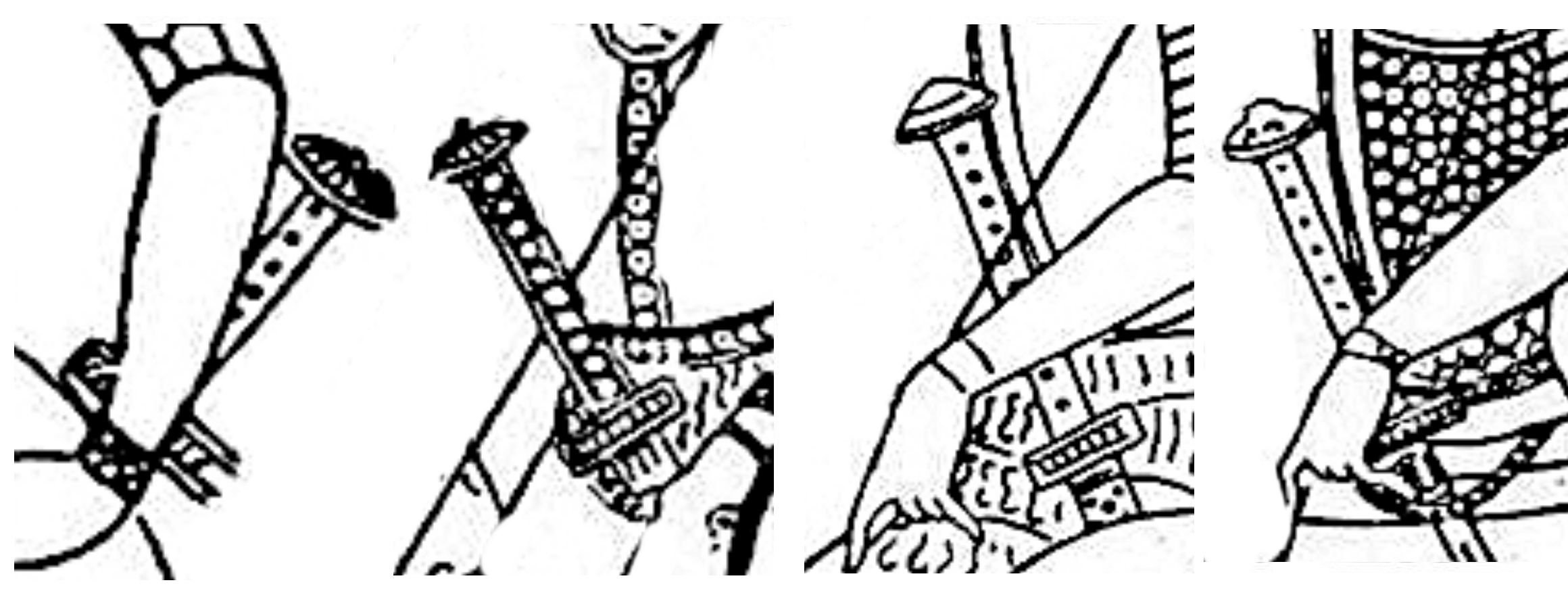
Деталь меча гвардии с типичным «гуннским» прямоугольником и овальной формы с узорами клуазонне, пещеры Кизила, V век н. э.

Большинство исследователей считают их ираноязычным племенем массагетов. Несколько ученых отождествляют эфталитов Прокопия и хионитов Аммиана. Некоторые из них считают эфталитов кочевниками, проникшими из Центральной Азии (Джунгарии) в Припамирье. Другие, ссылаясь на средневековых историков, таких как Менандр и Прокопий, отмечают, что эфталиты жили в городах, также существует мнение, что в Согдиану эфталиты попали не с севера, а с юга. И судя по надписям на монетах эфталитов, выполненным греческими буквами на бактрийском языке, самоназванием эфталитов было «хион» («OIONO»). Данный этноним имеет параллели в иранском лексиконе — haena- (авест. язык) и haina- (др. иран. авест. язык) означая «войско», «армия». Историк Агусти Алемань указывает, что надписи эфталитов, как и предшествовавших им кушанцев, были выполнены на иранском языке.
По словам Ричарда Нельсона Фрая:

Подобно тому, как более поздние кочевые империи были конфедерациями многих народов, мы можем предположить, что правящие группы из них были или, по крайней мере, включали тюркоязычных племен с востока и севера. Хотя, несомненно, основная масса людей в конфедерации хионитов, а затем и эфталитов говорили на иранском языке ... это был последний раз в истории Центральной Азии, когда ираноязычные кочевники играли какую-либо роль; в дальнейшем все кочевники будут говорить на тюркских языках, и получится тысячелетнее разделение между оседлыми таджиками и кочевыми тюрками.
Прокопий Кесарийский, называвший эфталитов «белыми гуннами», выводит гуннов от ираноязычных массагетов, сообщая, что среди командиров в византийской коннице был Эган, «из народа массагетов, ныне называемых уннами». В то же время Прокопий отделяет эфталитов от других гуннов, с которыми эфталиты не имеют общих границ, а потому не смешиваются с ними, добавляя, что
Хотя эфталиты народ гуннский и [так] называется, они однако не смешиваются и не общаются с теми гуннами, которых мы знаем, так как не имеют с ними пограничной области и не живут вблизи них…, они не кочевники, как прочие гуннские народы, но издавна обосновались на плодородной земле. Они одни из гуннов белы телом и не безобразны видом, не имеют и образа жизни, подобного им, и не живут какой-то звериной жизнью, как те, но управляются одним царем и имеют законную государственность, соблюдая между собой и соседями справедливость ничуть не хуже ромеев и персов.
Следуя Вивьен де Сен-Мартену, Фр. Альтхейм полагает, что Бахрам Чубин в 589 году воевал с эфталитами, а не с тюрками, и это недоразумение вынуждает его — вполне последовательно — счесть эфталитами Низак-тархана, а также противников Кутейбы ибн-Муслима в 671—672 годах и врагов Мухаллаба, мешавших ему взять Кеш в 701 году. Иными словами, он, следуя Р. Гиршману, отождествляет эфталитов с хионитами и кидаритами, предполагая лишь, что слово «эфталит» обозначало членов царского рода, а «хионо» — народное название. Этому, однако, противоречат сведения из китайских источников и Масуди об этнической близости эфталитов к юечжам и согдийцам, также приведённые Фр. Альтхеймом.
Согласно Л. Н. Гумилёву, эфталиты — горцы, выходцы из Припамирья. По этой версии эфталиты считаются древнеиранским народом, предками современных таджиков и пуштунов.
Существуют также мнения, что в этногенезе эфталитов приняли участие как мигрировавшие племена тохаров, так и согдийское население.
Центр государства эфталитов располагался в северном Афганистане (Бактрия, Кундуз). Удельные княжества во главе с тегинами располагались в южном Афганистане и Гандхаре (Пенджаб). Само государство было конфедеративным и состояло из множества полунезависимых владений со своими наследственными династиями под верховной властью царя. Каждое владение выпускало свою серебряную или медную монету. В этом государстве было несколько видов письменности: согдийская, бактрийская, брахми и др. Государственной письменностью была бактрийская. Существенную роль в экономике играл «Шёлковый путь».
На монетах цари эфталитов имеют ярко выраженный европеоидный облик: у них выступающие прямые носы и большие глаза. Они изображаются с усами и выбритыми подбородками. Женщины носили косы. Современники описывают эфталитов как кочевников, живущих в войлочных юртах и одевающихся в шёлковые одежды. Неотъемлемым элементом интерьера был ковёр. Некоторые исследователи полагают, что у гуннов-хионитов произошла смена этнонима с «хиониты» на «эфталиты». Эфталиты, по одной из версий, представляли вторую волну иранских гуннов (то есть народов, называвшихся гуннами, но бывших в действительности иранского происхождения). Со слов Феофана Византийца, ахшунвар Эфталан, царь эфталитов, от которого весь род имеет прозвание, победил Пероза и персов, которые потеряли торговые города и гавани, однако, вскоре их отняли тюрки Ашина. Со слов Приска Панийского Каспийское море и его порты находились у гуннов, в пределах их владений. О гуннах-эфталитах, также называя их «белыми гуннами», писал Прокопий, тогда как другие, в том числе и более ранние авторы, такие как Аммиан Марцеллин, называют их гуннами-хионитами.

### Тюркская версия

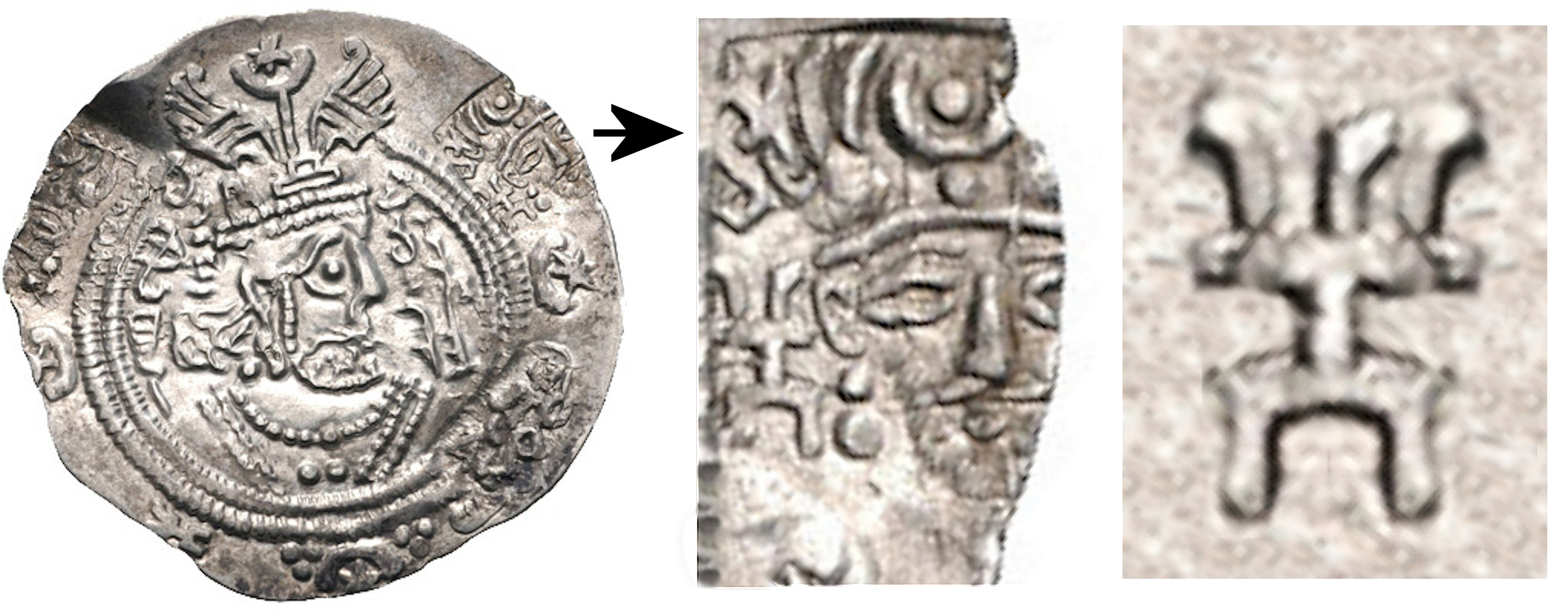
Эфталитская копия сасанидско-арабской монеты Абдаллаха ибн Хазима 69 г. хиджры (688 г. н. э.) На полях: эфталитская надчеканка с увенчанной головкой и поздней тамгой. Около 700 г. н. э.

Согласно точке зрения, которую высказывает Паркер, эфталиты — это «юэбань», последние из которых, по его мнению, были «прототюркским» народом. Аналогичной точки зрения придерживаются исследователи Блоше. Давид Кристиан (D. Christian) также считает эфталитов «прототюркским» народом. Однако это мнение разбивается о прямое указание раннесредневекового китайского источника «Бэй-ши» («История Севера», или «История Северных династий», VII век), что «язык эфталитов не тюркский». Ли Янь-шоу (ок. 596 — ок. 678) в «Бэй ши» пишет, что «их (Яда) язык не одинаков с языком жужаней и гаочэ, а также всех [других] хусцев (то есть кочевых народов)». Более того, в цз. 54 династийной истории «Лян шу» указывается, что для общения китайцев с представителями владения Яда «их язык следует переводить на язык [жителей владения] Хэнань (зд. Туюйхунь), только тогда можно понять».

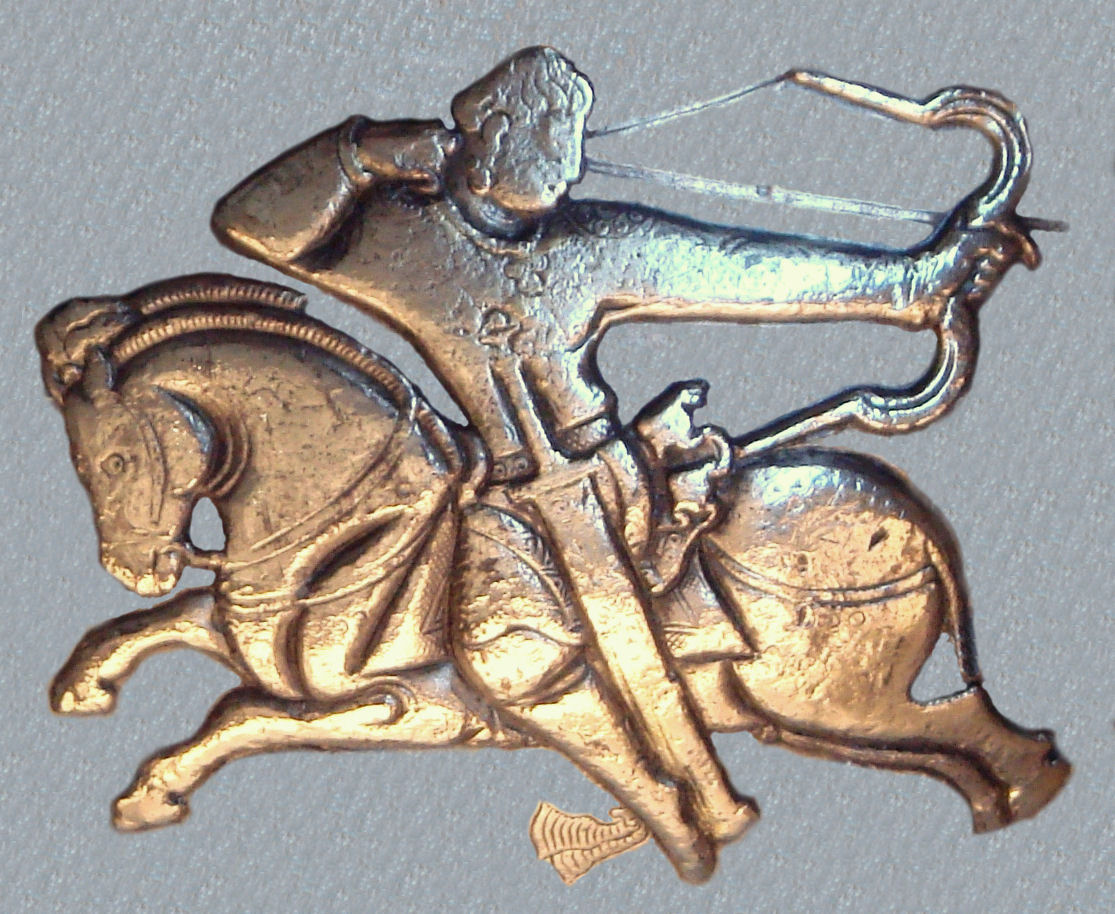
Эфталитский всадник на чаше Британского музея, 460—479 н. э.

Некоторые исследователи предполагают, что китайский буддийский монах Сун Юнь видел эфталитов и оставил их описание. Однако Сун Юнь посетил зимой 519/520 гг. владение Яда, которое некоторыми исследователями соотносится с державой эфталитов. Поэтому ссылки на Сун Юня, якобы «наблюдавшего эфталитов в Индии в 520 г.», и «описывавшего их как народ, обитающий в шатрах, носящий одежды из кожи и не знающий грамоты, что в равной степени говорит как в пользу хионитской, так тюркской версий происхождения эфталитов», недостаточно валидны без проведения углубленного исследования по данному вопросу. Тем более, что в цз. 54 «СИ Юй чжу жун» (Все варвары Западного Края) династийной истории «Лян шу» (VI век) прямо указывается на использование Яда письменности: «Нет письменности, делают зарубки на дереве. Общаются с соседними владениями, при этом, если соседнее владение варварское, то используют варварские письмена, заменяя кожей барана бумагу». Это сведение повторено в сунской энциклопедии конца X века «Тайпин юйлань»: «Нет письменности, используют зарубки на дереве, при сношениях с соседними государствами используют варварское (ху) письмо и кожу барана (пергамент) вместо бумаги». Городов, кроме укреплённой царской ставки Бадиян, застроенной зданиями храмов и дворцового комплекса, согласно китайским источникам, Яда не знали.
Канадский синолог Эдвин Пуллиблэнк считал эфталитов, как и родственных им хионитов, тюркским племенем, подвергшемуся влиянию оседлых ираноязычных народов: «Что в их империи должны были присутствовать иранские элементы лишь ожидаемо поскольку подчиненное население было преимущественно иранским. Куда более значительны доказательства алтайских связей в самих правивших эфталитах».

### Другие гипотезы
Другие писали об их хуннском, гуннском, тюркском и монгольском происхождении. А. Д. Курбанов предполагал, что эфталиты были сообществом людей разного этнического происхождения, в котором были представлены европеоиды и монголоиды. Согласно Рене Груссе, эфталиты являлись тюрко-монгольской ордой. По его мнению, скорее, они были монголами, нежели тюрками, выходцами, как об этом свидетельствует Сун Юнь с предгорий Киньшаня, то есть Алтая. Монгольскую версию происхождения также поддерживал Й. Маркварт. По мнению Й. Маркварта, под именем эфталит подразумевали правящую политическую верхушку. При этом он считал, что основное население Эфталитского царства составляли кидариты, кушаны, хиониты и гунны. Б. И. Маршак сначала удерживался от характеристики этнической принадлежности эфталитов, а потом видел в эфталитах и хионитах хунну или их потомков. Ряд других авторов склонны считать эфталитов гуннами, говоря, что эфталиты — «белые гунны» являются сородичами гуннов. В свою очередь, в отношении гуннов существуют хуннская, монгольская, тюркская и другие версии происхождения.

## История

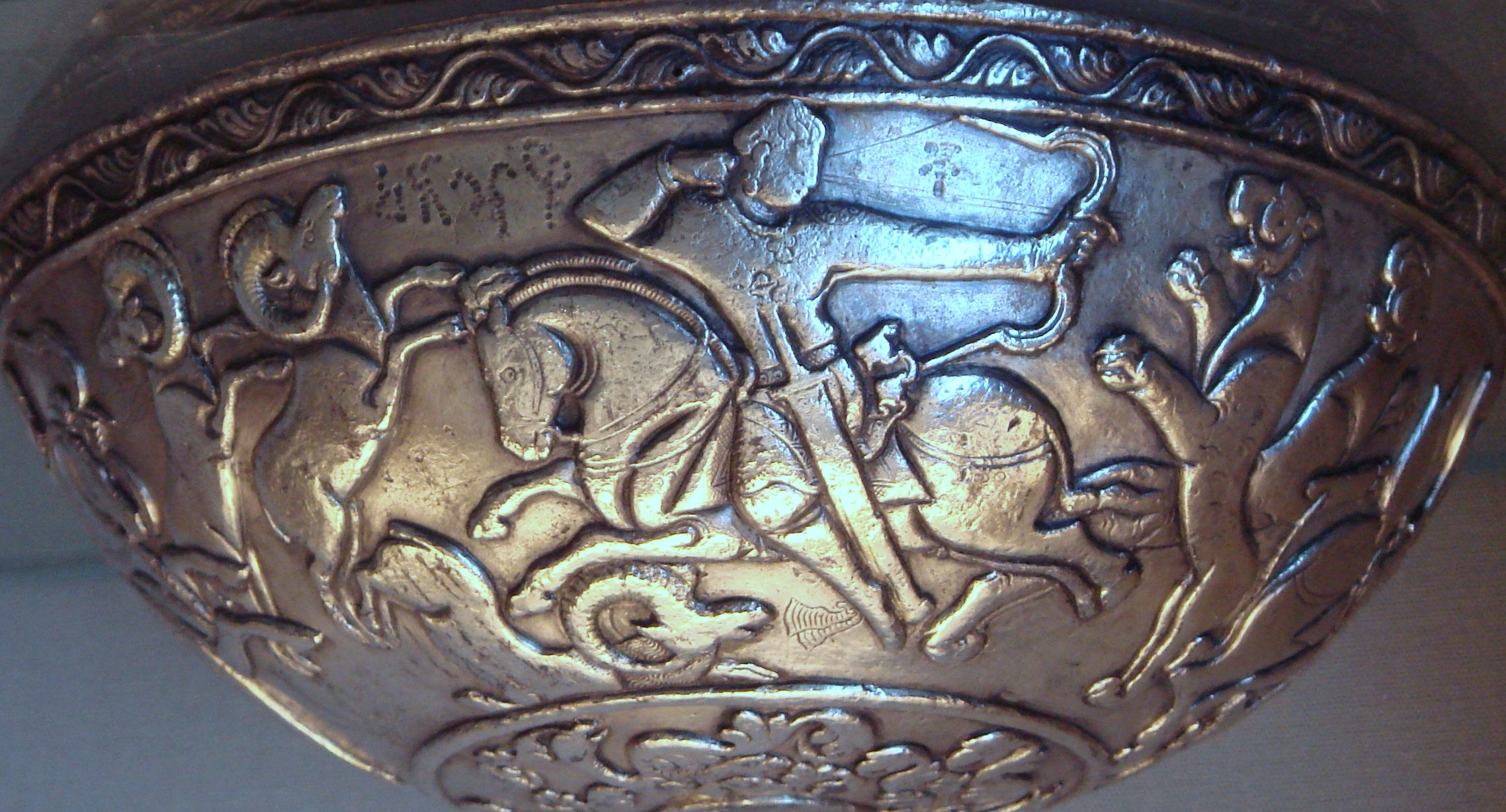
«Чаша эфталитов», сейчас Пакистан, 460—479 гг. н. э. Британский музей

В 457 году царь эфталитов Вахшунвар подчинил себе Чаганиан, Тохаристан и Бадахшан, занял Мерв и наложил тяжелую дань на Иран. Затем эфталиты заняли долину Кабула и Пенджаб, завоевали Карашар, Кучу, Кашгар и Хотан. Таким образом, они объединили в могучую единую державу территории Туркменистана, Узбекистана, Таджикистана, Кыргызстана, Афганистана. Далее, в ходе своей экспансии на восток, они захватили северные части Индии и Пакистана (Кашмир и Пенджаб), войдя в контакт с индийским государством Гуптов, с 460 года совершив несколько походов против них, фактически уничтожив их государственность.

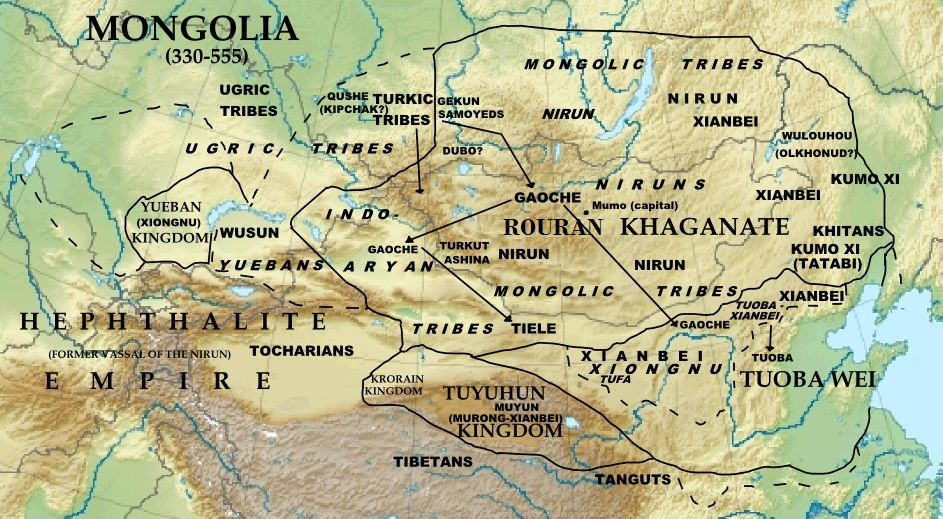
Держава эфталитов

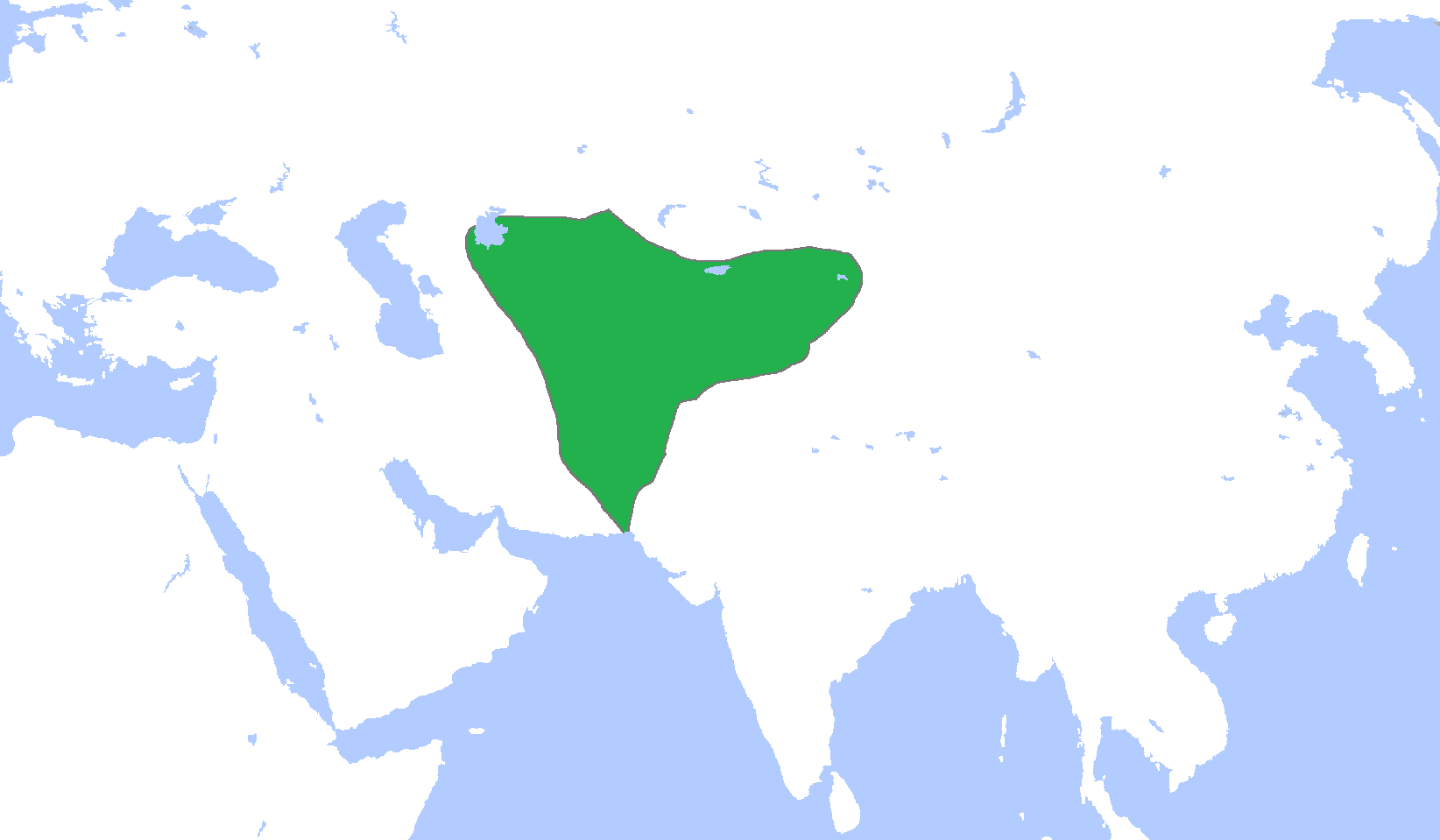
Территория около 500 года

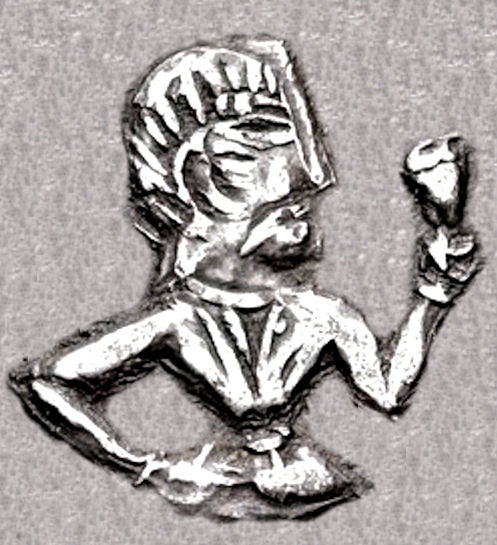
Вождь эфталитов около 484—560 гг. н.э.

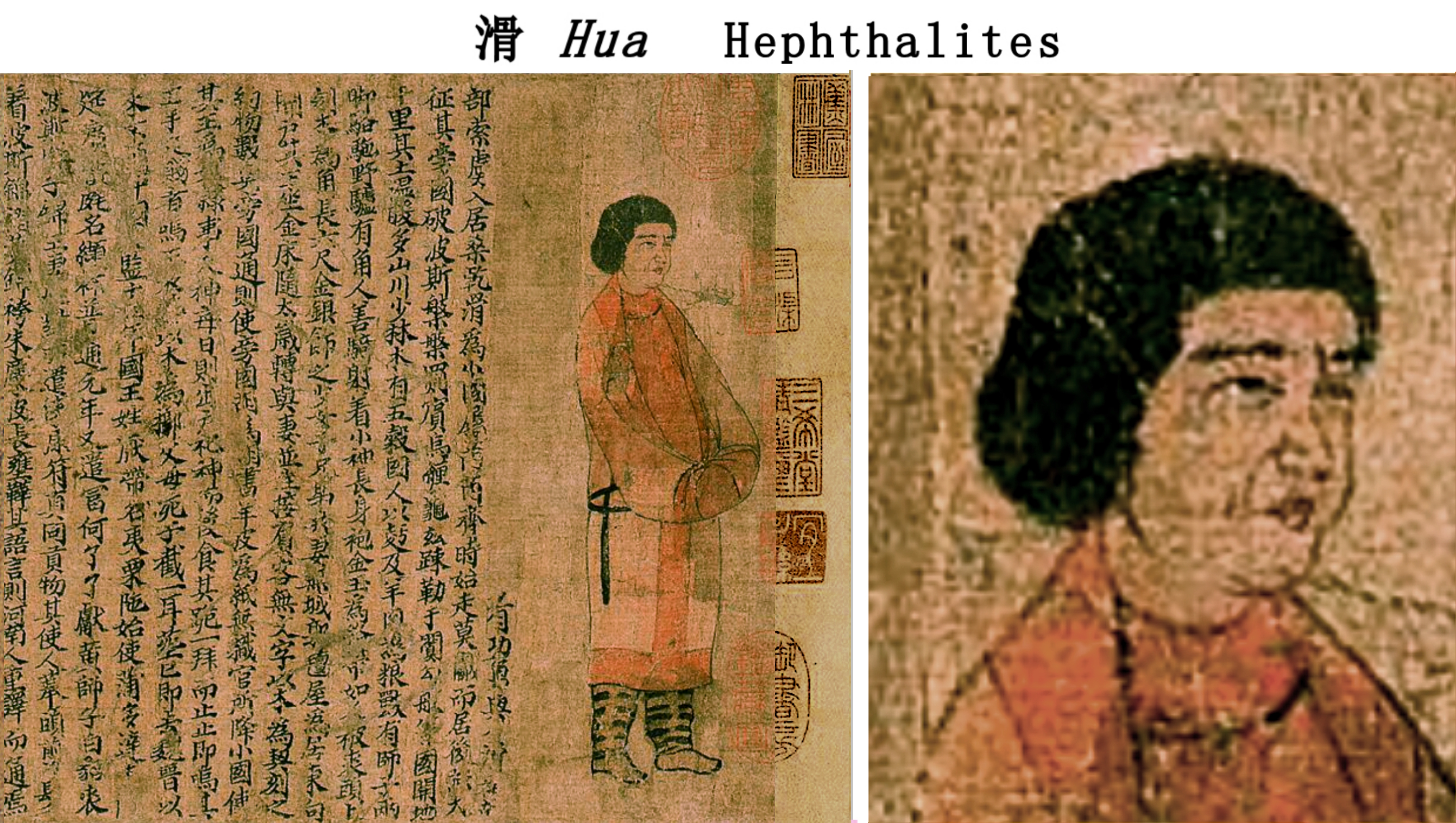
Эфталитский посол в Китае, 526—539 гг.

Среди средневековых авторов была широко известна история о войнах шахиншаха Пероза с эфталитами. Прокопий сообщал о Перозе и его пленении благодаря хитрости гуннов-эфталитов, которые завели его на дорогу, кончавшуюся тупиком в горах, где ими была устроена засада, в результате чего персы были окружены. Некоторые исследователи, основываясь на сообщениях Табари и его предшественника Хишама, полагают, что война происходила в областях Хорасана.
Сирийские авторы, в частности Иешу Стилит, называют воевавших с Перозом эфталитов «хионитами, которые суть гунны». С его слов, Пероз дважды попадал в плен к хионитам, причём оба раза был выкуплен Зеноном, который и примирил стороны. Пероз, пообещав за спасение своей жизни тридцать мулов, нагруженных серебряными монетами, оставил в заложниках гуннам своего сына Кавада и во второй раз дал обещание с ними не воевать, которое, после того как выкупил сына, снова нарушил и погиб в последнем своём походе.
Со слов Захария Ритора в тринадцатый год Анастасия (504 год н. э.), гунны, те кто «подобно злосчастным зверям, изгнаны богом в северо-западную страну», пройдя через «ворота Кавказа», охраняемые персами, достигли их пределов. Пероз, выйдя навстречу гуннам, осведомился о причине их вторжения. На что те отвечали, что ромейский (византийский) император обещал им умножить подати, если они разорвут дружбу с персами, и если персы не дадут столько же, то «примут войну». Пероз согласился с условиями, что после трапезы, клятвенно простирая руки к небу, было закреплено сторонами. Для сбора подати осталось около четырёх сотен гуннов, остальные были отпущены и рассеялись. Узнав, что гуннов много меньше, Пероз нарушил договор и приготовился к войне. Желая победить лжецов, гунны принесли клятвы, на пылающие угли вылили мускус и ароматы, принеся их богу. Гунны, начав битву с Перозом, убили его и множество из его войска и возвратились в свою землю.
Иешу Стилит, описывая смерть Пероза, сообщает, что на большом поле гуннами были вырыты ямы, едва покрытые досками и землёй. Расположившись у поля, в районе города Горго (совр. Горган), один из отрядов гуннов показался персам и увлёк их к опасному проходу. Хитрость удалась, все войско с Перозом и его сыновьями погибло, остальные были взяты в плен. Сходный сюжет представляется и Прокопием, который добавляет, что Пероз оставил дома только младшего сына Кавада, который был ещё отроком, а остальных сыновей, числом около тридцати, повел с собой.
Кавад, сын Пероза, будучи изгнанным из своей страны «магами» и знатью, бежал к царю, у которого был заложником, где женился на его дочери и своей двоюродной сестре. По просьбе Кавада тесть дал ему войско, с помощью которого Кавад восстановился на престоле и предпринял поход на подвластные Византии азиатские территории. По результатам этих походов Константинополь был вынужден выплатить контрибуцию.
Эфталитский царь Торамана (умер в 515 году), правивший в Кабуле, покорил бассейн Инда, дойдя до Малвы. Михиракула, сын и преемник Тораманы, царствовал над государством эфталитов в период между 515 и 530 годом и был известен по своему «культовому» индийскому имени — «солнечная раса». Он сделал своей столицей Сакалу, что находится в Восточном Пенджабе. Существует бездоказательное утверждение, что именно с этим царём Гандхары в 520 году встречался Сун Юнь, причём некоторые утверждают, что Сун Юнь говорил, что этот царь завоевал Кашмир. В 533 году индийский раджа Ясодхарман похваляется в своих надписях, что он победил племена эфталитов и заставил Михиракулу покориться ему. После этих поражений Михиракула отступил в Кашмир, откуда обрушил на своих подданных в Гандхаре кровавые репрессии, о которых якобы сообщает Сун Юнь. Однако Сун Юнь не встречался с эфталитом Михиракулой, а встречался с представителем правителя Яда в 520 г. в его владениях, расположенных к северу от Памира, и никак не мог знать, что в 533 г. могут произойти какие-то судьбоносные для эфталитов события. Буддийские древние историки изображают Михиракулу как ярого врага их религии. В буддийских текстах за все его жестокости предрекается жестокая смерть. Сюань Цзан в середине VII в. описывает его войну с царем Баладитьей, победу последнего и говорит о смерти Михиракулы как о воздаянии за его прегрешения перед учением Будды. Но говорит ретроспективно. Правление царя Баладитьи относят к началу V в., соответственно, синхронизация событий и отождествление Яда с эфталитами требуют более тщательного изучения.
Царь эфталитов Гатфар спровоцировал войну, приказав убить тюркских послов, направлявшихся в 560 году с дипломатической миссией в Иран через его территории. Позже Хосровом был заключён союз с тюрками, закрепленный династийным браком с дочерью правителя западного крыла Тюркского каганата Истеми. Около 562 года Хосров, хвастаясь перед Константинополем, говорил, что он разрушил власть эфталитов, но покончили с ними тюрки. Перейдя реку Чирчик, Истеми занял Самарканд. Основные войска эфталитов, сосредоточившиеся у Бухары, не решившись принять бой на равнине, отступили в горы. Решающее сражение состоялось в 565 году возле Карши, длилось восемь дней и завершилось победой Истеми. Менандр Протектор сообщает, что тюркские посланники, посланные к императору Византии Юстину к концу его 4 года правления, рассказали ему о покорении тюрками эфталитов, и что согдийцы, некогда бывшие данниками эфталитов, сделались подданными тюрков:
Царь, прочитав через переводчиков скифское письмо, принял посланников весьма благосклонно и расспрашивал их о стране и о владениях тюрков. Посланники говорили, что народ их разделяется на четыре владения, но что владычество над всеми принадлежит одному Дизавулу, что они покорили и эфталитов и заставили их платить себе дань. Император спросил посланников: «Всю ли эфталитскую силу вы подчинили себе?» — «Всю»,— отвечали посланники. Государь: «Как жили эфталиты, в городах или в селениях?» Посланники: «Это племя, государь, живёт в городах».— «Итак,— заметил император,— ясно, что вы овладели их городами».— «Так точно»,— отвечали они.Менандр Протектор. История. 18, 106-108

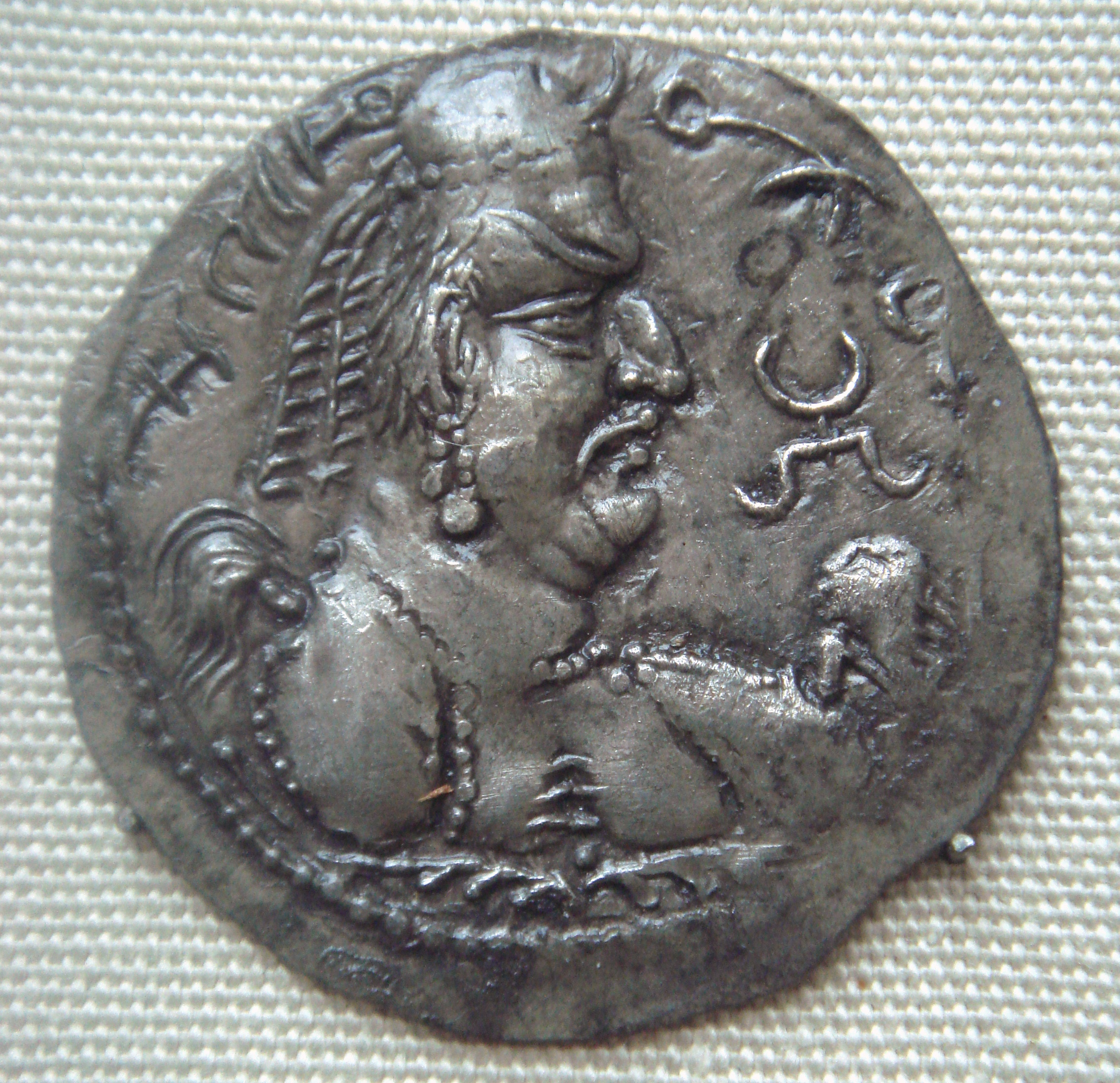
Эфталитская монета царя Лахана из Уддияны

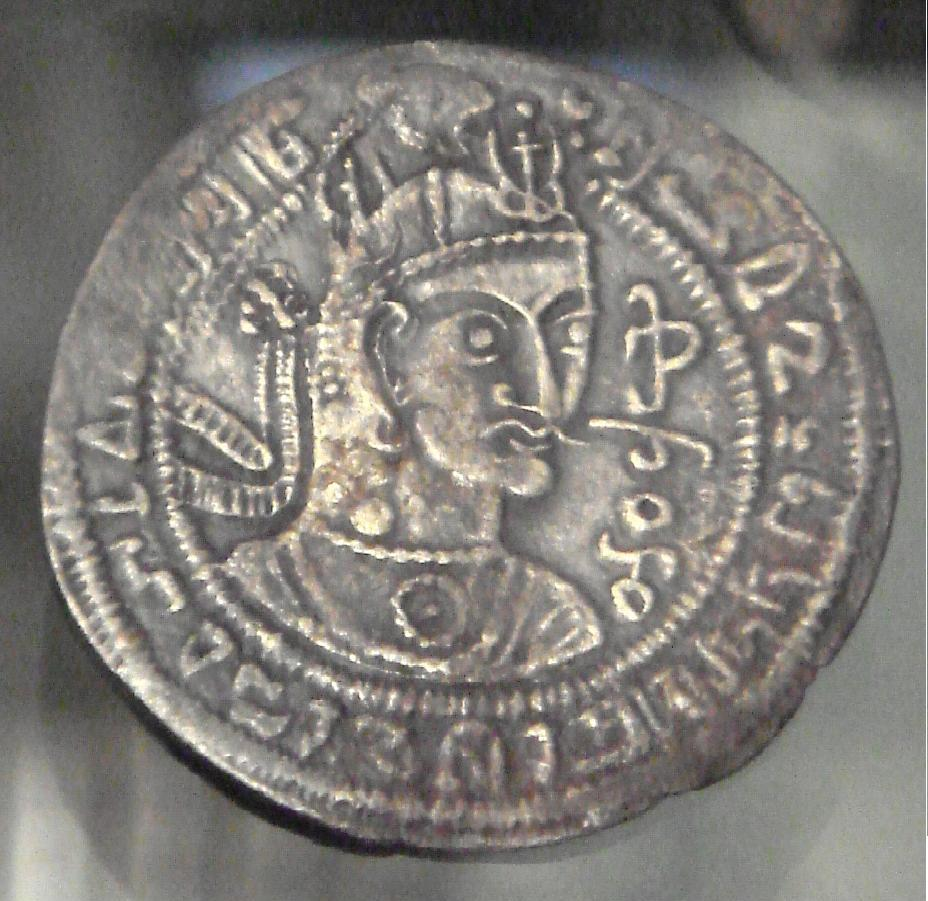
Эфталитский царь

Феофилакт Симокатта передаёт о втором посольстве тюрков, посланном уже императору Маврикую, где говорится, что эфталиты находятся под властью тюрков:
Когда наступило лето этого года, тот, которого тюрки на востоке почетно называли каганом, отправил к императору Маврикую послов, направив с ними письмо, в котором были описаны с великими восхвалениями все его победы. Начало этого письма слово в слово было следующее: «Царю ромеев каган, великий владыка семи племен и повелитель семи климатов вселенной». Разбив наголову вождя племени абделов (я говорю о тех, которые называются эфталитами), этот каган победил их и присвоил себе власть над ними.Феофилакт Симокатта, История. 7-8
Потеряв контроль за «Шёлковым путём», оставшаяся часть государства эфталитов приходит в упадок. Эфталитское образование севернее Гиндукуша прекратило своё существование и было разделено между тюрками и иранцами. Подчинив эфталитов своей власти, Хосров провёл границу между Персией и каганатом по Амударье. Со второй половины VIII века эфталиты Индии также исчезают из поля зрения истории. Дольше всего эфталиты держались в районе Кабула, где они дожили до исламского вторжения.

### Китайские сведения — Яда́
В китайских источниках (Бэй ши и другие) отмечено государство (и соответственно народ) Яда (嚈噠), относимое к региону Сиюй. Китайские историки затруднялись указать их происхождение, предполагалось, что они потомки юэчжей или гаоцзюй. Они жили на западе от Хотана и южнее отрогов Алтая. Столица — город Бадиянь (拔底延城), всего 10 ли в окружности. Там есть дворец и буддийские ступы и пагоды, украшенные золотом. В обычаях сходны с тюрками: братья имеют одну общую жену (она в этом случае носит особую шапочку, в отличие от одномужней). Волосы стригут. Язык непохож на язык жужаней, гаоцзюйцев и вообще «северных варваров» (胡).
Население кочевое, около 100 000 человек. Держат лошадей и верблюдов, телег не имеют. Воров казнят, за мелкие проступки наказывают десятикратным штрафом. Богатых хоронят в каменных склепах, бедных в земле. Хорошие воины.
Правитель имеет несколько жён, из которых каждая имеет свою ставку и он переезжает от одной к другой, за исключением трёх зимних месяцев. Правителя избирают из способнейшего в роде, необязательно сына предыдущего.
В зависимость от Яда попали Кангюй, Хотан, Шалэ, Персия и до 30 других княжеств. Они сильнейшее государство, породнились с жужанями. В сер. V — начале VI века Яда установило дипломатические отношения с Китаем. После расцвета в начале VI века Яда были разбиты тюрками Ашина в 60-х годах VI века и частично рассеялись. Впрочем, ещё в 10-х годах VII века в Суй приходили посольства от Яда.

## Управление и культура

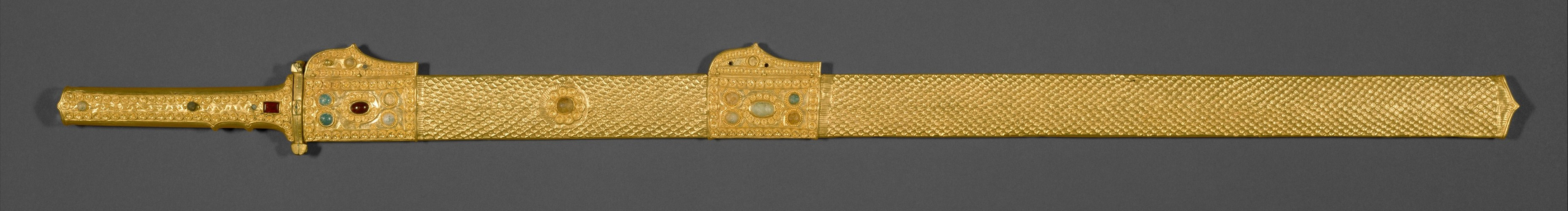
Сасанидский меч и ножны, заимствованные из «гуннской» подвески с двумя ремнями, государство Сасанидов, VII век н. э.

Центр государства располагался в северном Афганистане (Бактрия, Кундуз). Удельные княжества во главе с тегинами располагались в южном Афганистане и Гандхаре (Пенджаб). Само государство было конфедеративным и состояло из множества полунезависимых владений со своими наследственными династиями под верховной властью царя. Каждое владение выпускало свою серебряную или медную монету (при том, что Яда не имело своей монеты — китайские источники фиксируют использование монет только юэчжи и тохарами). В этом государстве было несколько видов письменности: согдийская, бактрийская, брахми и др. Государственной письменностью была бактрийская. Существенную роль в экономике играл «Шёлковый путь». Однако все вышесказанное не подтверждается для владения Яда, что говорит против ассоциации этого владения с державой эфталитов.
На монетах цари эфталитов имеют ярко выраженный европеоидный облик: у них выступающие прямые носы и большие глаза. Они изображаются с усами и выбритыми подбородками. Женщины носили косы. Современники описывают эфталитов как кочевников, живущих в войлочных юртах и одевающихся в шёлковые одежды. Неотъемлемым элементом интерьера был ковёр.

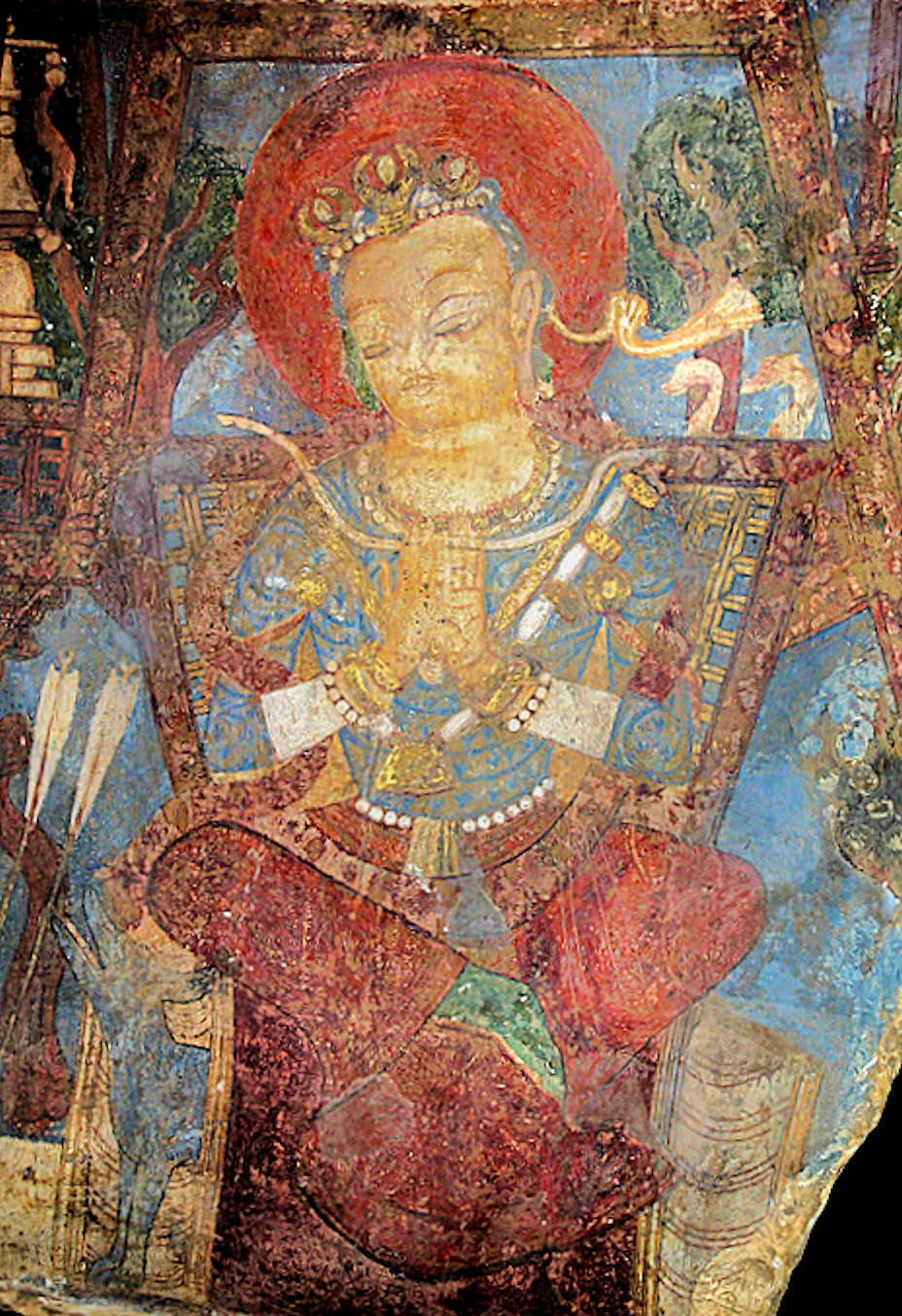
Буддийский «Король-охотник» из Какрака (долины рядом с Бамианом) часто представляется как результат влияния эфталитов, особенно в отношении «короны с тройным полумесяцем». Настенные росписи VII–VIII веков, Кабульский музей

Считается, что эфталиты практиковали полиандрию, причём «братья имели одну жену». Однако это сообщение опять-таки относится исключительно к Яда. Китайские феодальные историки единодушно сообщают, что женщина носит меховую шапку с деревянным рогом, если муж у неё один. Длина рога в разных сообщениях варьируется от 1 до 3 чи (32—96 см). Если у мужа есть братья, которые также являются её мужьями, то добавляется столько дополнительных рогов, сколько у неё мужей. Aналогичный головной убор обнаружен у женщин Кафиристана и в Северо-Западной Индии. Однако отмеченный в 640-х года буддийским монахом Сюань Цзаном аналогичный головной убор у женщин во владении Сы-мо-да-ло (небольшое владение, находилось в горном массиве в пределах горной страны от Каракорума до Гиндукуша) имел совершенно иное значение — рог обозначал здравствующих свекра и свекровь. На нём было 2 отростка — один выше, другой — ниже. Верхний отросток обозначал свекра, нижний — свекровь. После смерти свекра или свекрови удалялся соответствующий отросток, а после смерти обоих — шапка больше не носилась.

## Религия
Известно, что среди эфталитов распространялось христианство несторианского толка. В 549 году эфталиты получили своего собственного епископа. О силе влияния христианства среди эфталитов свидетельствует тот факт, что они руководствовались идеей христианской солидарности в борьбе против поборника зороастризма персидского шаха Йездигерда II (V век).

## Потомки
Одними из вероятных потомков эфталитов считаются современные пуштуны. Предположительно, эфталиты стали одним из этнических компонентов, влившихся извне в состав таджикской народности.
Также эфталитские племена повлияли на этногенез туркмен, а туркменское племя абдал обязано своим названием эфталитам.
Этноним абдал известен среди азербайджанцев, башкир, каракалпаков, казахов, туркмен и  узбеков, а топоним абдал часто встречается на территории Узбекистана.

## Правители
1. Вахшунвар (Эфталан) (ок. 450—490).
2. Торамана (ок. 490—515).
3. Михиракула, сын (ок. 515—545)*
4. Готфар (Вараз) (ок. 545—565)*
5. Фаганиш

- ок. 565 тюркское завоевание[99].

## Галерея

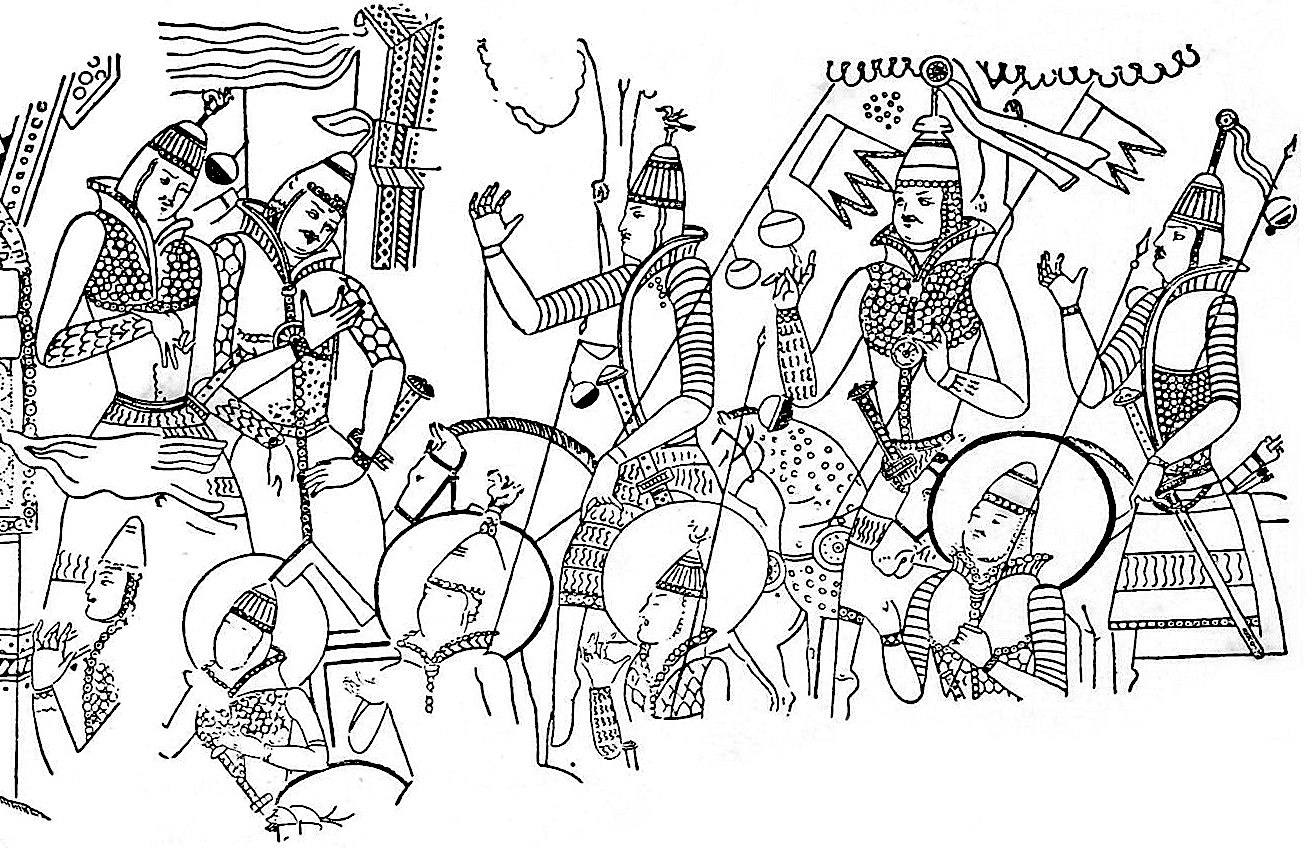
Мечи с богато украшенными перегородчатыми узорами, найденные на росписях пещер Кизила, могут быть версиями кинжалов, созданных под влиянием эфталитов
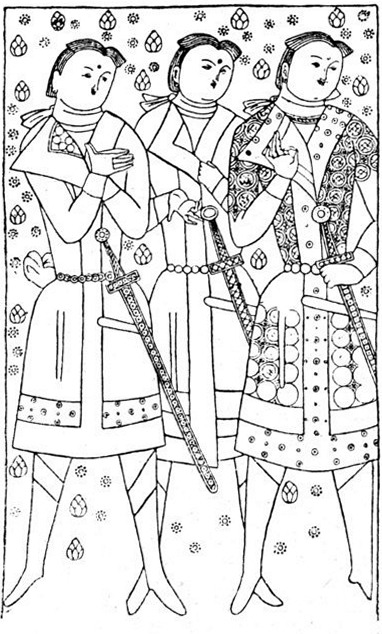
Тохарские доноры, пещеры Кумтура
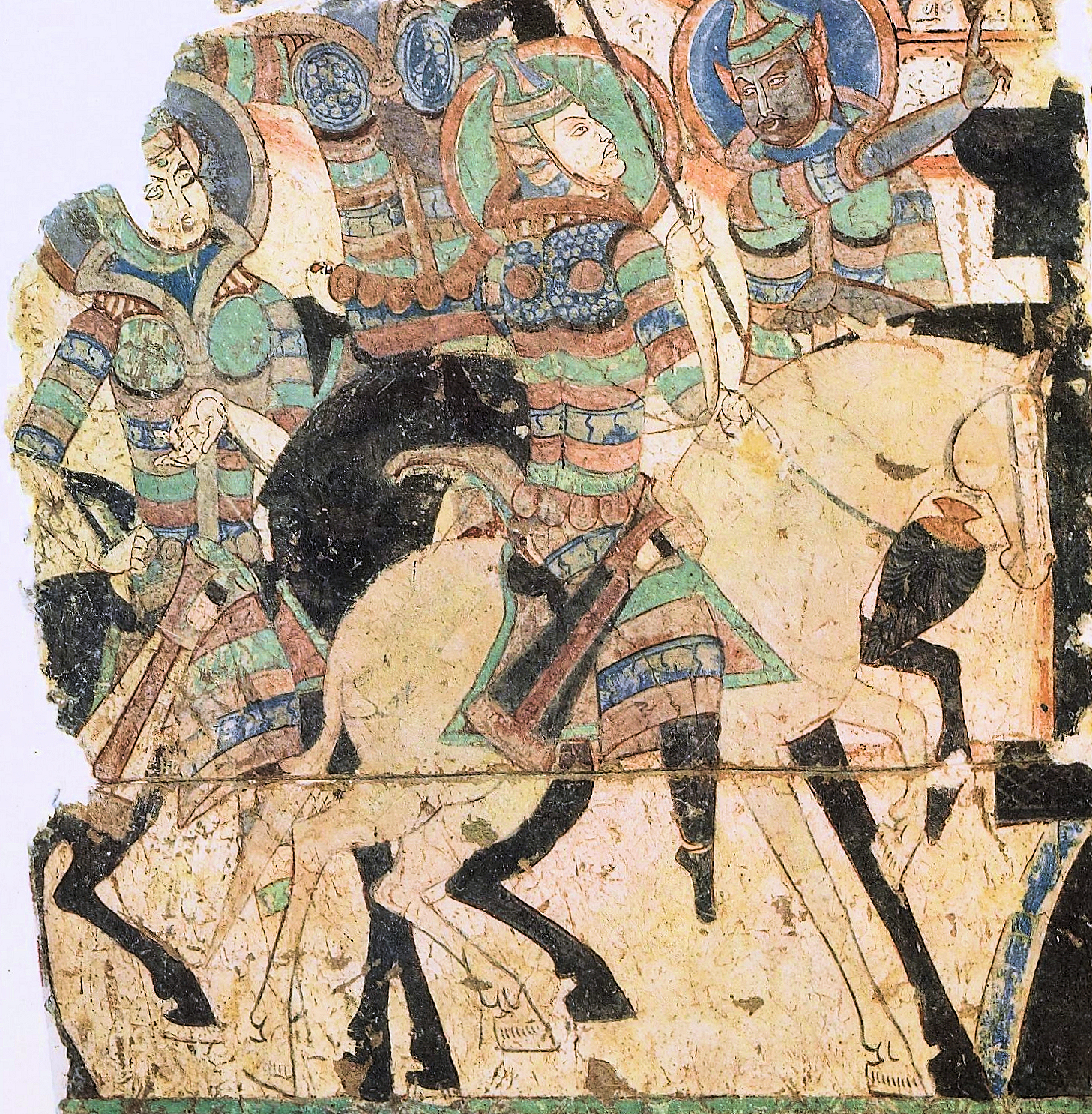
Меч гвардии рыцарей, изображённый в «Пещере художников» в Кизиле, имеет типичный гуннский дизайн прямоугольной или овальной формы с орнаментом перегородчатой эмалью и датируется V веком н.э.
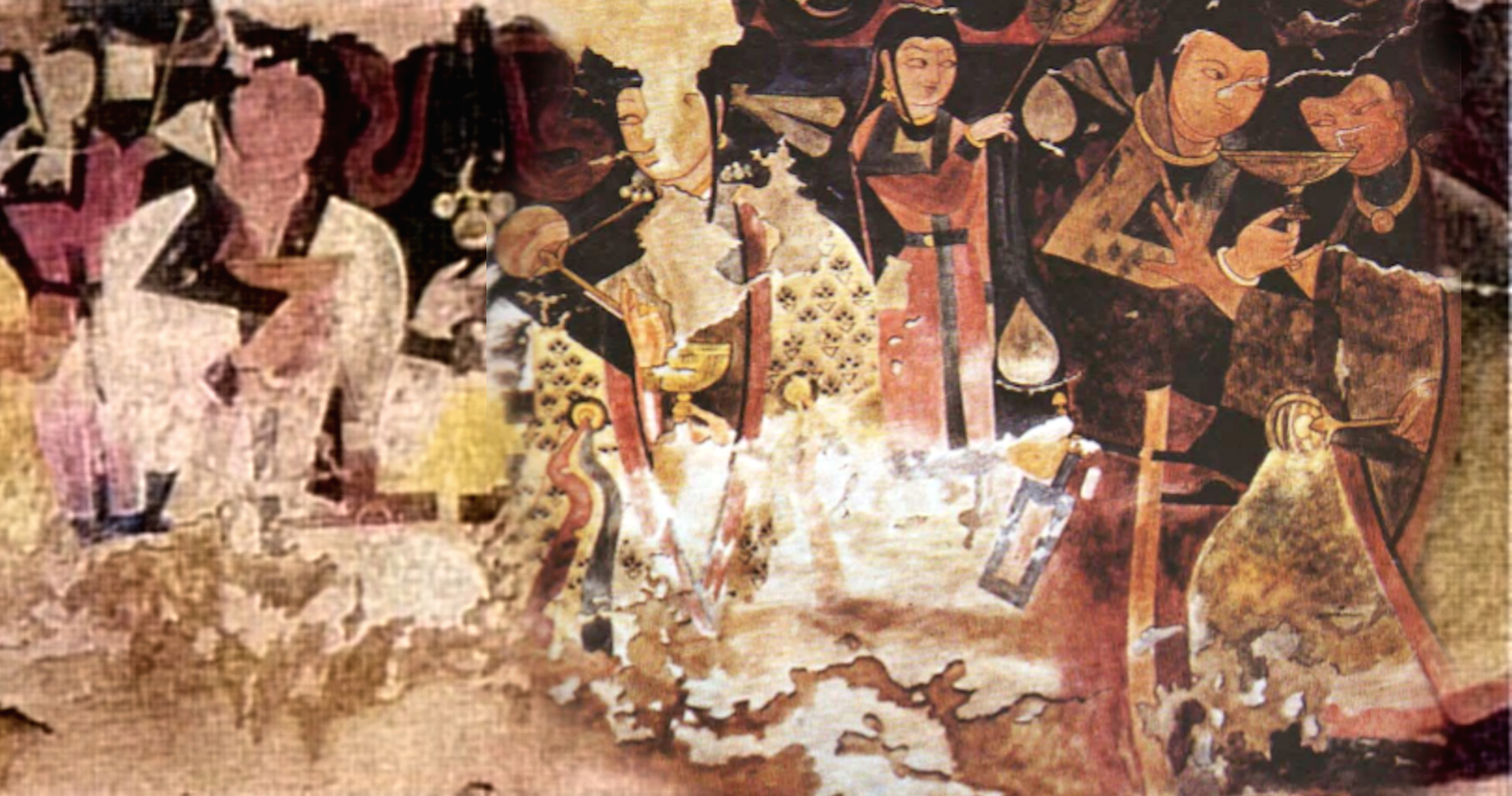
Сцена банкета в росписи Балалык-тепе показывают жизнь правящего класса эфталитов Тохаристана
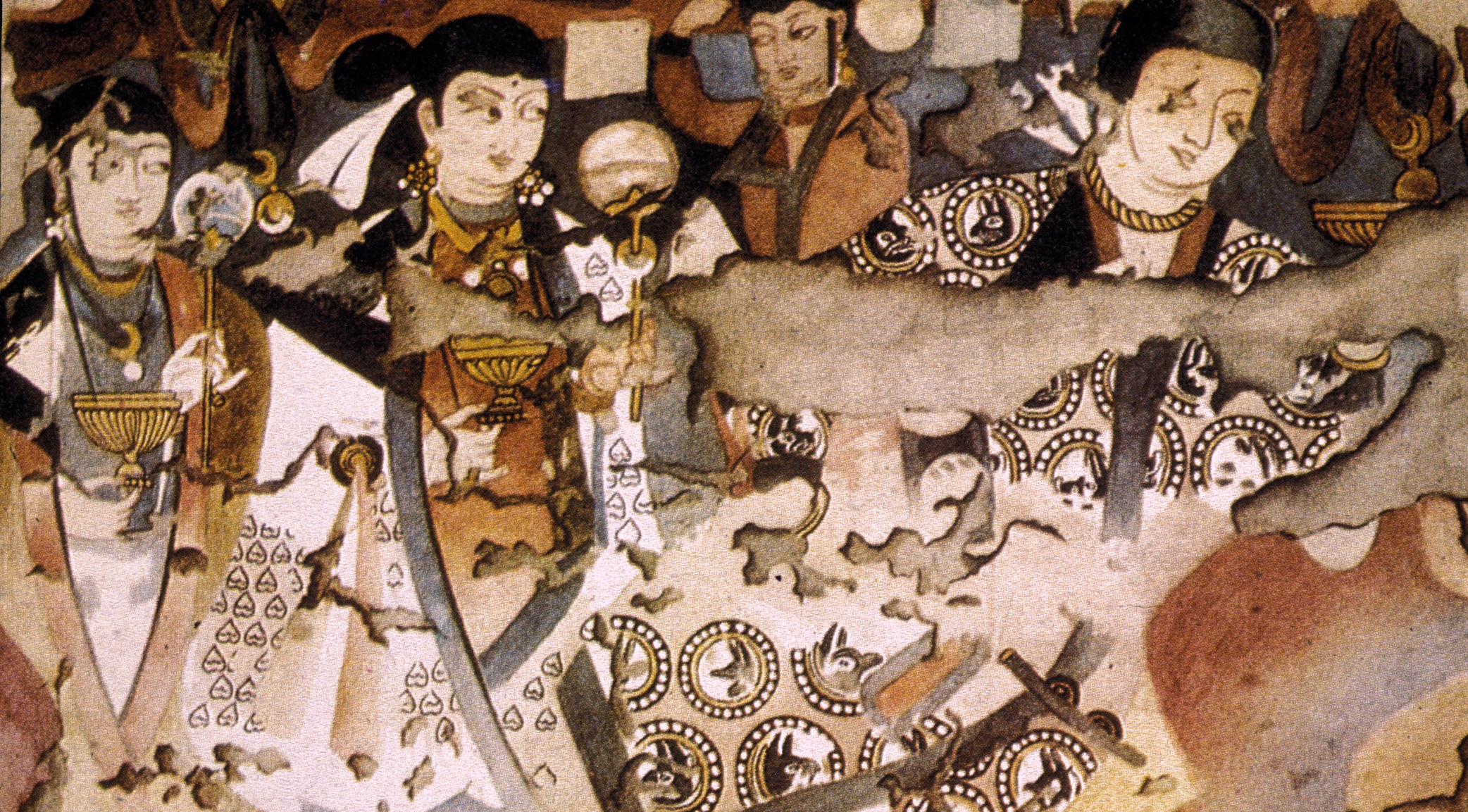
Праздник в Балалык-тепе. Фреска художника IV-VII веков.
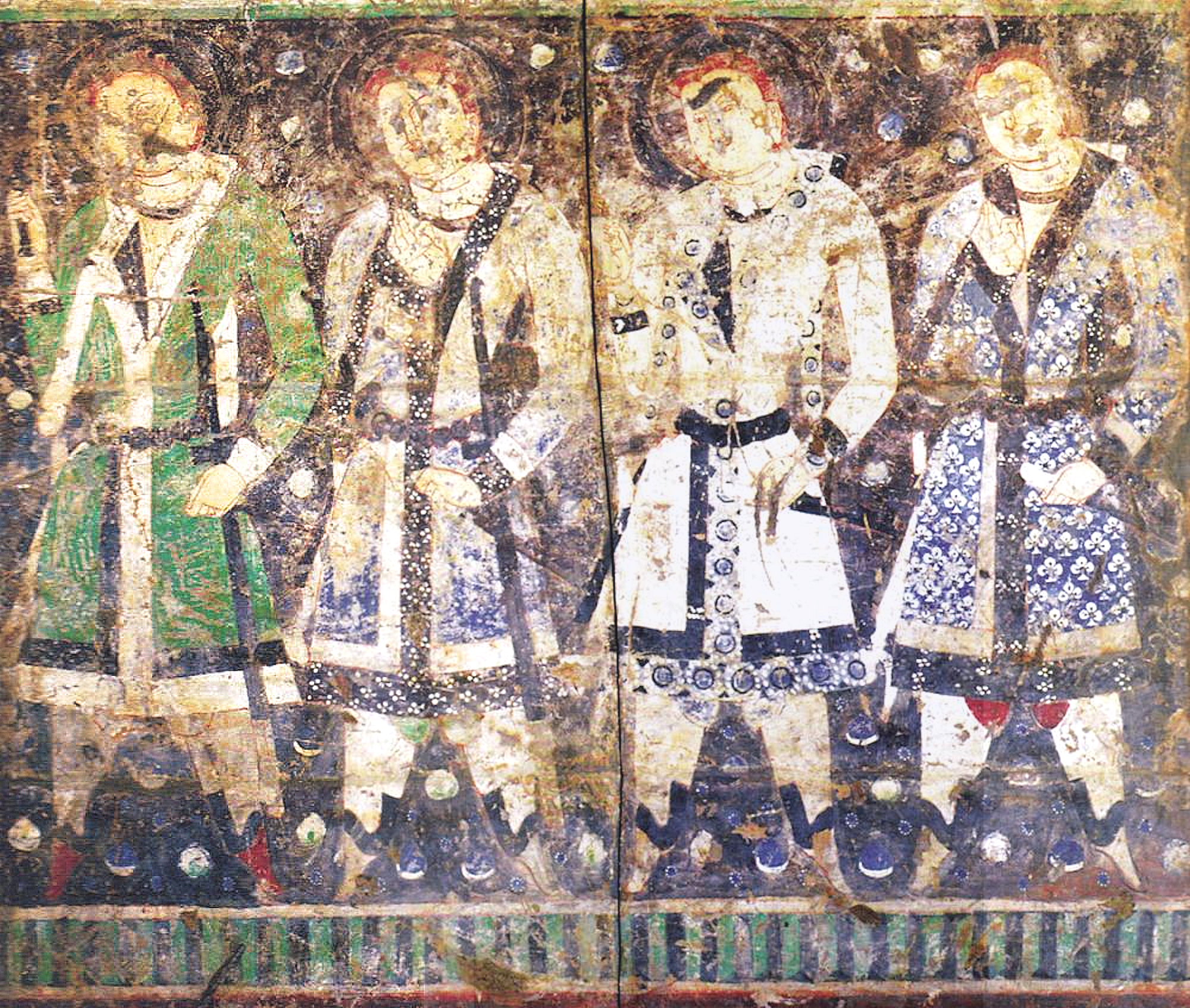
Мечники в эфталитском стиле в пещерах Кизила[88][103]. Эта фреска была датирована радиоуглеродным анализом 432–538 годами н.э.
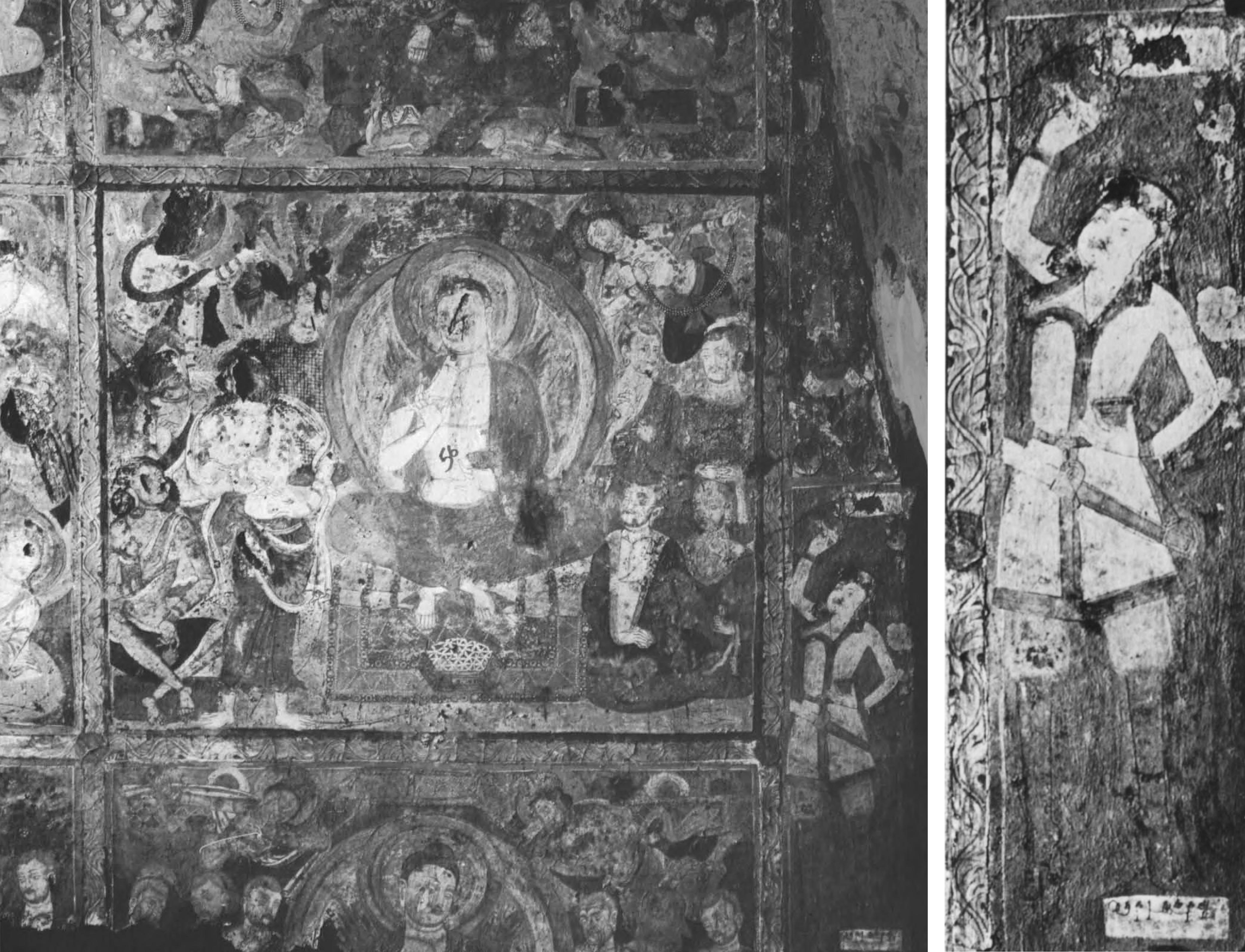
Художник в кафтане с одним отворотом, пещеры Кизил, около 500г.н.э. (увеличенный фрагмент).[106][107] Надпись у его ног на санскрите (письмо Гупта) и читается как: «Картина Тутуки» (Читракара Тутуткасья)[108][109].
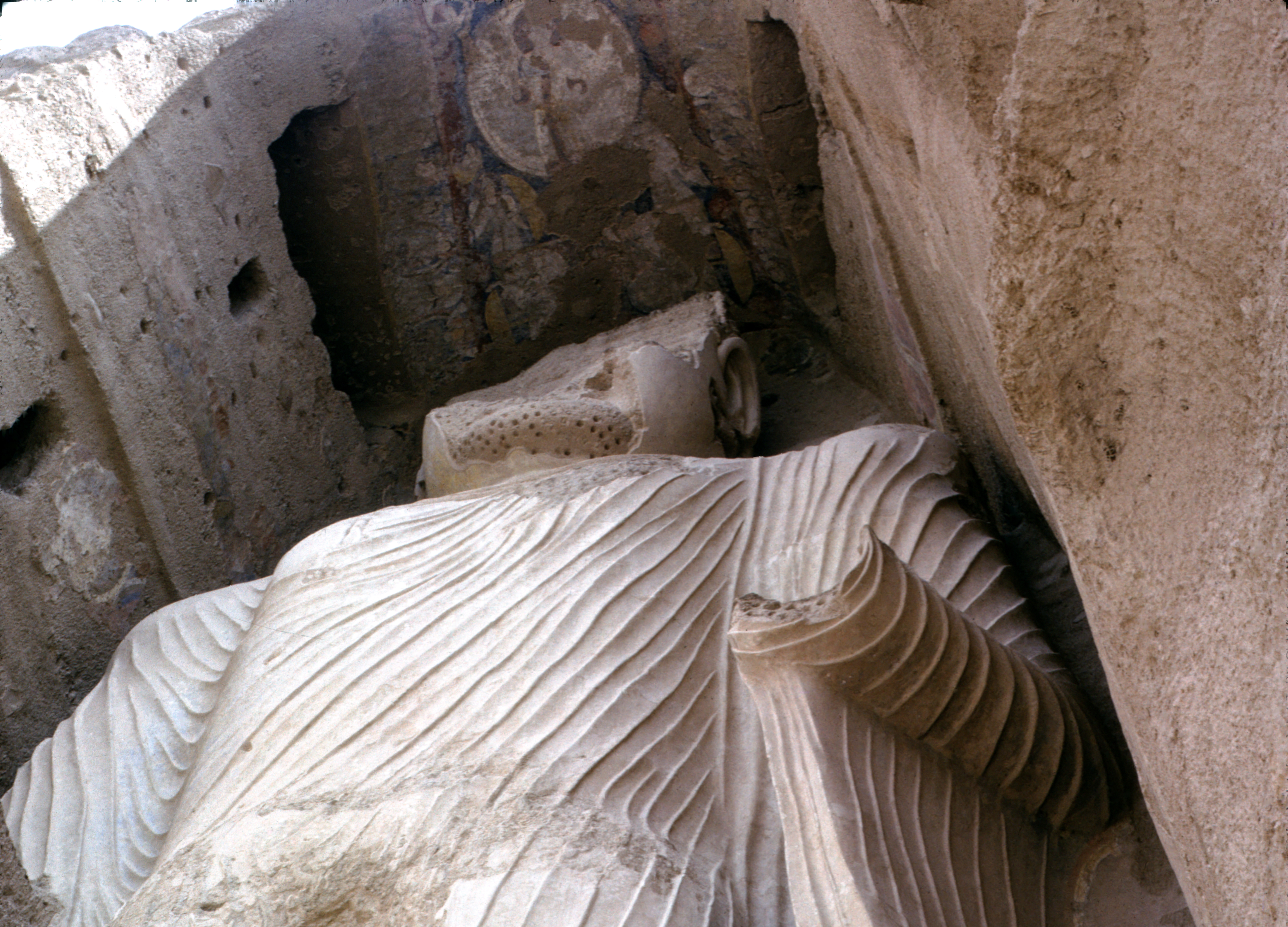
Бамианские статуи Будды. Расписной потолок над головой меньшего 38-метрового Восточного Будды
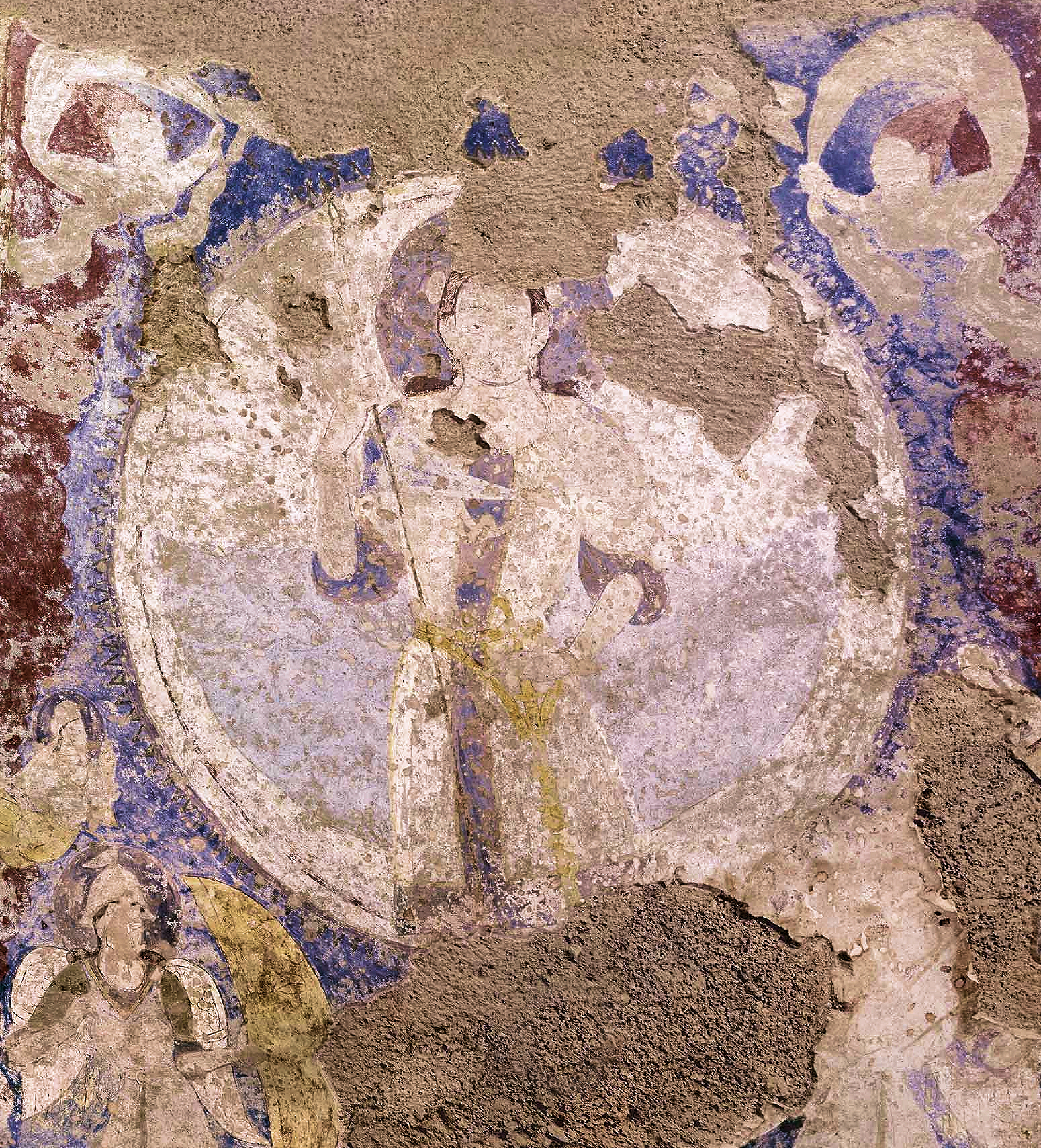
Бог Солнца в центральноазиатском костюме в центре потолка
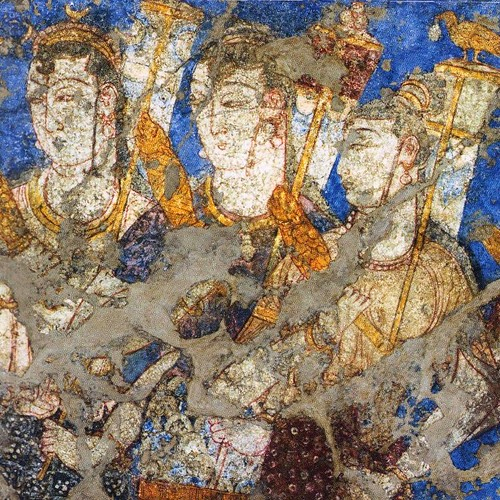
Корона в виде тройного полумесяца на этой фреске Пенджикента (левый верхний угол) считается меткой эфталитов. VII-начало VIII века